# المترو الأخير
المترو الأخير (بالفرنسية: Le Dernier Métro)‏ هو فيلم دراما تاريخي فرنسي من تأليف وإخراج فرانسوا تروفو ومن بطولة كاترين دينوف وجيرارد ديبارديو، صدر الفيلم في 17 سبتمبر 1980.

## روابط خارجية
- المترو الأخير على موقع IMDb (الإنجليزية)
- المترو الأخير على موقع الموسوعة البريطانية (الإنجليزية)
- المترو الأخير على موقع روتن توميتوز (الإنجليزية)
- المترو الأخير على موقع نتفليكس (الإنجليزية)
- المترو الأخير على موقع نتفليكس (الإنجليزية)
- المترو الأخير على موقع ألو سيني (الفرنسية)
- المترو الأخير على موقع Turner Classic Movies (الإنجليزية)
- المترو الأخير على موقع أول موفي (الإنجليزية)
- المترو الأخير على موقع فيلمافينيتي (الإسبانية)
- المترو الأخير على موقع قاعدة بيانات الأفلام السويدية (السويدية)

لم يتم العثور على روابط لمواقع التواصل الاجتماعي.